# Psyllaephagus nipponicus
Psyllaephagus nipponicus är en stekelart som först beskrevs av Ishii 1928.  Psyllaephagus nipponicus ingår i släktet Psyllaephagus och familjen sköldlussteklar. Inga underarter finns listade i Catalogue of Life.